# Syrphophagus hofferi
Syrphophagus hofferi is een vliesvleugelig insect uit de familie Encyrtidae. De wetenschappelijke naam is voor het eerst geldig gepubliceerd in 1973 door Hayat.